# Partridge Lake
Partridge Lake är en sjö i Kanada.   Den ligger i countyt Lennox and Addington County och provinsen Ontario, i den sydöstra delen av landet, 140 km sydväst om huvudstaden Ottawa. Partridge Lake ligger 285 meter över havet. Arean är 0,32 kvadratkilometer. Den ligger vid sjön Skootamatta Lake. Den sträcker sig 0,6 kilometer i nord-sydlig riktning, och 0,9 kilometer i öst-västlig riktning.
I omgivningarna runt Partridge Lake växer i huvudsak blandskog. Runt Partridge Lake är det mycket glesbefolkat, med 2 invånare per kvadratkilometer.